# Eleccions generals de l'Uruguai de 1971
Les eleccions generals de l'Uruguai de 1971 es van celebrar el 28 de novembre del 1971, en una primera i única volta, amb la intenció d'escollir un nou president de la República Oriental de l'Uruguai, càrrec que, fins a la data, ocupava el dretà Jorge Pacheco Areco. També, segons aquest sistema, es van presentar els candidats a intendents municipals pels seus respectius departaments.
Van ser les primeres eleccions en les quals, d'acord amb la nova constitució promulgada el 1966, el vot era obligatori i se li reconeixia el dret a sufragi als soldats de línia. Dels 1.878.132 ciutadans habilitats per a votar, ho van fer 1.664.119, el que va representar un alt percentatge d'adhesió: 88,6% dels habilitats.
El candidat presidencial del Partit Colorado, el dretà i conservador Juan María Bordaberry Arocena, va sortir elegit malgrat no haver estat el candidat més votat. Com que el llavors president, Jorge Pacheco, no es podia tornar a presentar (les reeleccions immediates són il·legals a l'Uruguai), el "suplent", Bordaberry, va liderar les internes del seu partit pel sector Unión Nacional Reeleccionista. Al costat del càrrec de president, també es va votar pel de vicepresident, sortint electe Jorge Sapelli.
Va haver múltiples acusacions de frau, sobretot per part del nacionalista Wilson Ferreira Aldunate, qui afirmava que "li havien robat l'elecció". També es va qualificar a la Cort Electoral de "comitè polític del Partit Colorado". L'agost de 2009 es va reobrir la polèmica, com a resultat de la informació desclassificada als Estats Units subministrada pel National Security Archive, segons la qual el llavors president nord-americà Richard Nixon es va referir a aquest frau i a la col·laboració de la dictadura brasilera, sota la presidència d'Emílio Garrastazu Médici.
Els anys següents van veure créixer l'autoritarisme de manera rampant, en detriment de la institucionalitat democràtica. Menys de dos anys després de les eleccions, es donaria un cop d'estat al país, amb l'accés al poder dels militars (dictadura de 1973-1985, la qual va ser dirigida inicialment pel president Bordaberry).
Simultàniament es van celebrar les eleccions dels 19 intendents municipals i les corresponents Juntes Departamentals. En van resultar electes 14 intendents del Partit Nacional i 5 del Partit Colorado.

## Resultats
|    | Candidat                                  | Partit                                       | Vots      | %               | Resultat        | Diputats | Senadors |  |
| 1  | Bordaberry - Sapelli                      | Partit Colorado (centre)                     | 379.515   | 22,81           | President       | 41       | 13       |  |
| -- | ----------------------------------------- | -------------------------------------------- | --------- | --------------- | --------------- | -------- | -------- |  |
| 2  | Batlle - Rodríguez                        | Partit Colorado (centre)                     | 242.804   | 14,59           |                 | -        | -        |  |
| 3  | Vasconcellos - Flores Mora                | Partit Colorado (centre)                     | 48.844    | 2,94            |                 | -        | -        |  |
| 4  | Pintos - Torielli                         | Partit Colorado (centre)                     | 5.402     | 0,32            |                 | -        | -        |  |
| 5  | Ribas - Gorlero                           | Partit Colorado (centre)                     | 4.025     | 0,24            |                 | -        | -        |  |
| 6  | Al lema                                   | Partit Colorado (centre)                     | 1.034     | 0,06            |                 | -        | -        |  |
| 7  | Ferreira - Pereyra                        | Partit Nacional (dreta)                      | 439.649   | 26,42           |                 | 40       | 12       |  |
| 8  | Aguerrondo - Héber                        | Partit Nacional (dreta)                      | 228.569   | 13,74           |                 | -        | -        |  |
| 9  | Fadol - Arias                             | Partit Nacional (dreta)                      | 35        | 00,00           |                 | -        | -        |  |
| 10 | Al lema                                   | Partit Nacional (dreta)                      | 569       | 00,03           |                 | -        | -        |  |
| 11 | Seregni - Crottogini                      | Front Ampli (esquerra)                       | 304.275   | 18,28           |                 | 18       | 5        |  |
| 12 | Pérez del Castillo - Saralegui            | Unió Radical Cristiana (centredreta)         | 8.844     | 00,53           |                 | -        | -        |  |
| 13 | Vázquez - Rodríguez                       | Partit dels Jubilats i Pensionistes          | 288       | 00,02           |                 | -        | -        |  |
| 14 | Espínola - Álvarez Varela                 | Mov. Justiciero                              | 241       | 00,01           |                 | -        | -        |  |
| 15 | Suárez - Irujo de Grendene                | Partit Joventut pel Desenvolupament Oriental | 25        | 00,00           |                 | -        | -        |  |
|    | Total vots vàlids                         |                                              | 1.712.766 | 100             |                 |          |          |  |
|    | Vots anul·lats                            |                                              | -         | -               |                 |          |          |  |
|    | Vots en blanc                             |                                              | -         | -               |                 |          |          |  |
|    | Total vots                                |                                              | 1.712.766 | 100             |                 |          |          |  |
|    | Total dels votants inscrits a les llistes |                                              | 1.878.132 | 8,81% abstenció | 8,81% abstenció | 99       | 31       |  |